# کراتونک (مین)
کراتونک (به انگلیسی: Caratunk) یک منطقهٔ مسکونی در ایالات متحده آمریکا است که در شهرستان سامرست، مین واقع شده‌است. کراتونک ۱۴۳٫۱۵ کیلومتر مربع مساحت و ۶۹ نفر جمعیت دارد و ۵۷۴ متر بالاتر از سطح دریا واقع شده‌است.